# 中津連隊区
中津連隊区（なかつれんたいく）は、大日本帝国陸軍の連隊区の一つ。1907年（明治40年）に設置され、大分県・福岡県の一部地域の徴兵・召集等の兵事事務を取り扱った。1925年（大正14年）に廃止された。

## 沿革
日本陸軍の内地19個師団体制に対応するため陸軍管区表が改正（明治40年9月17日軍令陸第3号）され、1907年10月1日、中津連隊区を新設し第12師管第12旅管に属した。その管轄区域は陸軍管区表（明治40年軍令陸第3号）により次のとおり定められた。管轄区域は大分県区域が大分連隊区・小倉連隊区から、福岡県区域は小倉連隊区から編入して形成された。
- 大分県

東国東郡・西国東郡・速見郡・宇佐郡・玖珠郡・下毛郡・日田郡
- 福岡県

築上郡・京都郡
日本陸軍の第三次軍備整理に伴い陸軍管区表が改正（大正14年4月6日軍令陸第2号）され、1925年5月1日に中津連隊区は廃止された。旧管轄区域は三分割され、福岡県区域は小倉連隊区に、大分県区域は日田郡が久留米連隊区に、その他は大分連隊区に編入された。

## 司令官
- 田中久太郎 砲兵少佐：1907年10月3日 - 1912年3月8日
- 中川節 歩兵中佐：1912年3月8日 - 1914年8月10日
- 高橋直武 歩兵中佐：1914年8月10日 - 1917年8月6日
- 大室勝 歩兵中佐：1917年8月6日 - 1920年8月10日[3]
- 上領左源 歩兵中佐：1920年8月10日[3] - 1923年8月6日[4]
- 小田常記 歩兵大佐：1923年8月6日[4] -